# Henryk Majewski (muzyk)
Henryk Majewski (ur. 13 kwietnia 1936 w Warszawie, zm. 17 czerwca 2005) – polski trębacz jazzowy. Ojciec muzyków jazzowych Roberta oraz Wojciecha Majewskich.

## Życiorys
Założyciel i lider zespołu Old Timers oraz innych zespołów jazzowych (Big Band „Stodoła”, Swing Session i innych). Były prezes Polskiego Stowarzyszenia Jazzowego (PSJ), wiceprezes STOART, dyrektor Jazz Jamboree.
Odznaczony Krzyżem Kawalerskim Orderu Odrodzenia Polski (2002), honorowy obywatel i twórca hejnału Iławy.

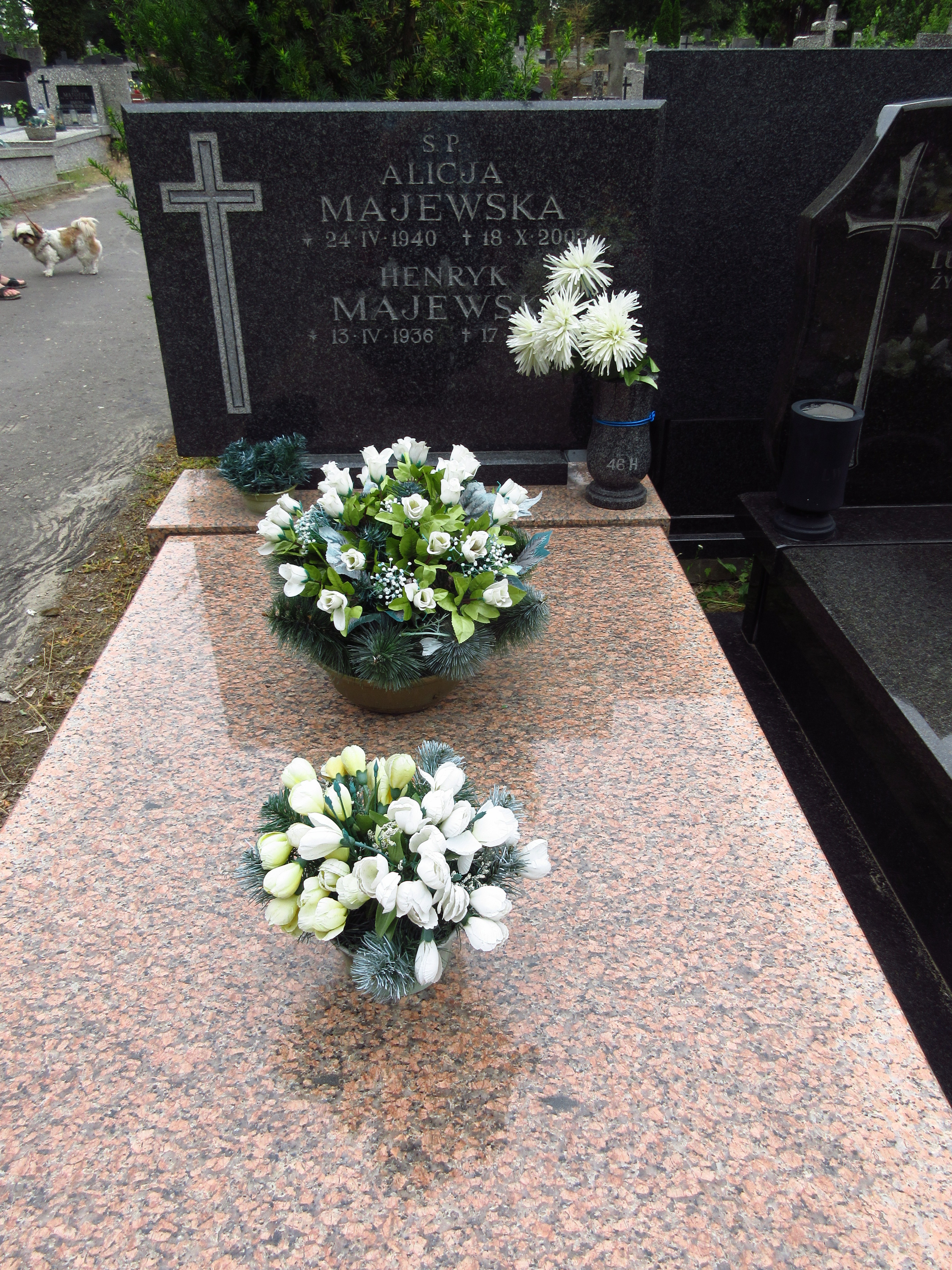
Grób Henryka Majewskiego na Cmentarzu Bródnowskim.

Pochowany na cmentarzu Bródnowskim w Warszawie (kwatera 46H-5-1).